# E612 (trasa europejska)
E612 – trasa europejska biegnąca przez Włochy. Zaliczana do tras kategorii B droga łączy Turyn z Ivreą.

## Przebieg trasy
- Turyn E70
- Ivrea E25